# Каланчацька селищна рада
Каланча́цька се́лищна ра́да — адміністративно-територіальна одиниця та орган місцевого самоврядування в Каланчацькому районі Херсонської області. Адміністративний центр — селище міського типу Каланчак.

## Загальні відомості
- Територія ради: 217,06 км²
- Населення ради: 11 116 осіб (станом на 2001 рік)
- Територією ради протікає річка Каланчак

## Населені пункти
Селищній раді підпорядковані населені пункти:
- смт Каланчак

## Склад ради
Рада складається з 30 депутатів та голови.
- Голова ради: Зінчук Володимир Калинович
- Секретар ради: Харченко Світлана Іванівна

### Керівний склад попередніх скликань
| Прізвище, ім'я, по батькові     | Основні відомості                                                                            | Дата обрання | Дата звільнення |
| ------------------------------- | -------------------------------------------------------------------------------------------- | ------------ | --------------- |
| Кишиневський Микола Іванович    | Селищний голова, 1960 року народження, член Соціал-демократичної партії України (об'єднаної) | 26.03.2006   | 31.10.2010      |
| Самойлик Анатолій Володимирович | Селищний голова, 1952 року народження, освіта вища, член Партії регіонів                     | 31.10.2010   | 18.03.2012      |
| Зінчук Володимир Калинович      | Селищний голова, 1958 року народження, освіта вища, член Партії регіонів                     | 18.03.2012   |                 |

Примітка: таблиця складена за даними сайту Верховної Ради України

### Депутати
За результатами місцевих виборів 2010 року депутатами ради стали:

#### За суб'єктами висування
| Суб'єкт висування                 | Кількість обраних депутатів | %    |
| --------------------------------- | --------------------------- | ---- |
| Партія регіонів                   | 14                          | 46,7 |
| Самовисування                     | 12                          | 40   |
| Комуністична партія України       | 2                           | 6,7  |
| Політична партія «Сильна Україна» | 1                           | 3,3  |
| Соціалістична партія України      | 1                           | 3,3  |

#### За округами
| № округу                          | Прізвище, ім'я, по батькові        | Дата визнання обраним | Освіта             | Партійна приналежність                        | Відомості про обраного депутата                                                  |
| --------------------------------- | ---------------------------------- | --------------------- | ------------------ | --------------------------------------------- | -------------------------------------------------------------------------------- |
| Комуністична партія України       |                                    |                       |                    |                                               |                                                                                  |
| 24                                | Степко Любов Дмитрівна             | 03.11.2010            | вища               | член Комуністичної партії України             | Каланчацька загальноосвітня школа № 1, вчитель                                   |
| 28                                | Чвартковська Вікторія Василівна    | 03.11.2010            | вища               | член Комуністичної партії України             | приватний підприємець                                                            |
| Партія регіонів                   |                                    |                       |                    |                                               |                                                                                  |
| 1                                 | Єрмишко Галина Йосипівна           | 03.11.2010            | вища               | член Партії регіонів                          | районна газета «Слава праці», головний редактор                                  |
| 4                                 | Пирог Наталія Миколаївна           | 03.11.2010            | вища               | член Партії регіонів                          | ВАТ «Херсонгаз», оператор                                                        |
| 7                                 | Капленко Наталя Володимирівна      | 03.11.2010            | вища               | член Партії регіонів                          | Каланчацька загальноосвітня школа № 1, вчитель                                   |
| 10                                | Філіппова Людмила Олександрівна    | 03.11.2010            | середня спеціальна | член Партії регіонів                          | Каланчак РВ УМВС України, завідувачка канцелярії                                 |
| 11                                | Гузар Микола Олександрович         | 03.11.2010            | вища               | член Партії регіонів                          | тимчасово не працює                                                              |
| 14                                | Заєць Андрій Петрович              | 03.11.2010            | вища               | член Партії регіонів                          | тимчасово не працює                                                              |
| 15                                | Чвартковський Вячеслав Ярославович | 03.11.2010            | вища               | член Партії регіонів                          | фермерське господарство «Смарагд», голова                                        |
| 16                                | Мочаліна Алла Миколаївна           | 03.11.2010            | вища               | член Партії регіонів                          | Державна насіннєва інспекція, начальник                                          |
| 17                                | Косенко Тамара Леонідівна          | 03.11.2010            | вища               | член Партії регіонів                          | Райспоживспілка, директор                                                        |
| 21                                | Левицька Інна Олександрівна        | 03.11.2010            | вища               | член Партії регіонів                          | Райдержадміністрація, головний спеціаліст                                        |
| 22                                | Марченко Лариса Олександрівна      | 03.11.2010            | вища               | член Партії регіонів                          | Райдержадміністрація, начальник загального відділу                               |
| 23                                | Подвисоцька Тетяна Петрівна        | 03.11.2010            | вища               | член Партії регіонів                          | Каланчак РДК, методист                                                           |
| 26                                | Харченко Світлана Іванівна         | 03.11.2010            | вища               | член Партії регіонів                          | Райдержадміністрація, заступник голови                                           |
| 27                                | Харченко Ольга Федорівна           | 03.11.2010            | вища               | член Партії регіонів                          | Каланчацька селищна рада, секретар                                               |
| Політична партія «Сильна Україна» |                                    |                       |                    |                                               |                                                                                  |
| 9                                 | Холодир Володимир Іванович         | 03.11.2010            | середня спеціальна | член Політичної партії «Сильна Україна»       | ВАТ «Каланчацький масло-завод», завідувач автомобільного парку                   |
| Соціалістична партія України      |                                    |                       |                    |                                               |                                                                                  |
| 5                                 | Белова Світлана Іванівна           | 03.11.2010            | вища               | член Соціалістичної партії України            | Ясла-садок «Сонечко», вихователь                                                 |
| Самовисування                     |                                    |                       |                    |                                               |                                                                                  |
| 2                                 | Жук Анатолій Анатолійович          | 03.11.2010            | вища               | позапартійний                                 | ВАТ"Каланчацький маслозавод", менеджер                                           |
| 3                                 | Слободянюк Наталія Іванівна        | 03.11.2010            | середня спеціальна | позапартійна                                  | ВП"Містобудівник", інженер                                                       |
| 6                                 | Дворний Валерій В'ячеславович      | 03.11.2010            | вища               | позапартійний                                 | МВ РЕР МВС України, старший інспектор                                            |
| 8                                 | Хмельницька Наталя Василівна       | 03.11.2010            | вища               | позапартійна                                  | Каланчацький районний центр соціальних служб для сім"ї дітей та молоді, директор |
| 12                                | Хомяк Віктор Андрійович            | 03.11.2010            | вища               | позапартійний                                 | Держкомзем, головний спеціаліст                                                  |
| 13                                | Сімейко Галина Данилівна           | 03.11.2010            | середня спеціальна | позапартійна                                  | приватний підприємець                                                            |
| 18                                | Семикопенко Іван Іванович          | 03.11.2010            | вища               | позапартійний                                 | пенсіонер                                                                        |
| 19                                | Семикопенко Леонід Іванович        | 03.11.2010            | вища               | член Політичної партії «Сильна Україна»       | Райдержадміністрація, завідувач сектору                                          |
| 20                                | Єрохіна Валентина Анатоліївна      | 03.11.2010            | вища               | позапартійна                                  | Чаплинська МДПІ, начальник                                                       |
| 25                                | Дикий Віктор Акимович              | 03.11.2010            | середня спеціальна | позапартійний                                 | Будинок культури «Жовтневий», директор                                           |
| 29                                | Сувертека Володимир Михайлович     | 03.11.2010            | вища               | член Всеукраїнського об'єднання «Батьківщина» | ТОВ СП «Українські рисові системи», комбайнером                                  |
| 30                                | Маслов Володимир Антонович         | 03.11.2010            | вища               | позапартійний                                 | Управління ветеринарної медицини, заступник начальника                           |